# Hraniční přechod Moldava–Neurehefeld
Hraniční přechod Moldava–Neurehefeld (německy Grenzübergang Neurehefeld–Moldava) je bývalý silniční hraniční přechod, který se nachází na česko-německé státní hranici na hraničním úseku XI/1 - XI/2 mezi českou obcí Moldava (okres Teplice, Ústecký kraj) a německou vsíNeurehefeld (místní část města Altenberg, zemský okres Saské Švýcarsko-Východní Krušné hory, spolková země Sasko). Přechod leží v nadmořské výšce 796 m n. m. na silnici II/382; za hranicí pokračuje německá silnice S184. Před zrušením byl určen pro pěší, cyklisty, motocykly a osobní automobily.
Hraniční přechod byl zrušen při vstupu České republiky do Schengenského prostoru v roce 2007. V případě dočasného znovuzavedení ochrany vnitřních hranic je provoz na hraničním přechodu upraven Sdělením Ministerstva vnitra č. 395/2021 Sb.

## Další informace
Přechod je na přemostění bývalé železniční trati z Moldavy do Holzhau (1884–1945), o jejímž obnovení se jedná. Železniční přechod na hraničním úseku XI/8 je zaniklý se zbytky kolejiště.